# Kreis Szentes
Der Kreis Szentes (ungarisch Szentesi járás) ist ein Kreis im Nordosten des südungarischen Komitats Csongrád-Csanád. Er grenzt im Norden an das Komitat Jász-Nagykun-Szolnok und im Osten an das Komitat Békés.

## Geschichte
Zur ungarischen Verwaltungsreform wurden Anfang 2013 alle 8 Gemeinden des gleichnamigen Kleingebiets (ungarisch Szentesi kistérség) unverändert in den Nachfolgerkreis übernommen.

## Gemeindeübersicht
Der Kreis Szentes hat eine durchschnittliche Gemeindegröße von 4.983 Einwohnern auf einer Fläche von 101,73 Quadratkilometern. Die Bevölkerungsdichte des größten Kreises ist geringer als die des  Komitats. Verwaltungssitz ist die einzige Stadt, Szentes, im westlichen Teil des Kreises.
| Gemeinde        | Status       | Herkunft Kleingebiet | Einwohnerzahl | Einwohnerzahl | Einwohnerzahl | Fläche     | Bevölkerungs- dichte (Ew./km²) |
| Gemeinde        | Status       | Herkunft Kleingebiet | 01.10.2011    | 01.01.2013    | 01.01.2016    | 01.01.2016 | Bevölkerungs- dichte (Ew./km²) |
| --------------- | ------------ | -------------------- | ------------- | ------------- | ------------- | ---------- | ------------------------------ |
| Árpádhalom      | Gemeinde     | Szentes              | 526           | 528           | 514           | 45,20      | 11,4                           |
| Derekegyház     | Gemeinde     | Szentes              | 1.621         | 1.618         | 1.550         | 53,78      | 28,8                           |
| Eperjes         | Gemeinde     | Szentes              | 539           | 554           | 523           | 73,89      | 7,1                            |
| Fábiánsebestyén | Gemeinde     | Szentes              | 2.039         | 2.080         | 1.940         | 71,73      | 27,0                           |
| Nagymágocs      | Großgemeinde | Szentes              | 3.103         | 3.089         | 2.968         | 75,09      | 39,5                           |
| Nagytőke        | Gemeinde     | Szentes              | 412           | 418           | 390           | 54,68      | 7,1                            |
| Szegvár         | Großgemeinde | Szentes              | 4.579         | 4.506         | 4.283         | 86,22      | 49,7                           |
| Szentes         | Stadt        | Szentes              | 28.509        | 28.456        | 27.695        | 353,25     | 78,4                           |
| Kreis Szentes   |              |                      | 41.328        | 41.249        | 39.863        | 813,84     | 49,0                           |